# Дон Копперсміт
Дон Копперсміт (англ. Don Coppersmith) — криптограф і математик. Він брав участь у розробці алгоритму блочного шифрування DES, зокрема, S-блоків, роблячи їх більш стійкими до диференціального криптоаналізу — основним методом злому блокових алгоритмів шифрування симетричним ключем. Також він працював над алгоритмами обчислення дискретного логарифма, криптоанализом системи RSA, методів швидкого множення матриць.
У 1972 році Дон Копперсміт отримав ступінь бакалавра в Массачусетському технологічному інституті математики, а також ступінь майстра і PhD з математики Гарвардського університету в 1975 і 1977 році відповідно. Він був стипендіатом Putnam у 1968—1971 роках.
У 2002 році Дон Копперсміт отримав нагороду RSA Security для математиків.
В даний час Дон Копперсміт працює в Центрі досліджень у Принстоні, відділення Інституту аналізу оборони.